# Brasão de armas de Alderney

Brasão de Alderney.

O Brasão de armas de Alderney tem a seguinte descrição heráldica: é um campo de azul, um leão em pé de ouro, linguado, unhado, armado de gules e coroado de ouro com a Coroa de São Eduardo que porta em sua direita una rama de prata, folheado do mesmo metal (cor) e cravejada de gules.
A Coroa de São Eduardo é a empregada pelos monarcas do Reino Unido, consiste em um círculo de ouro, cravejado de pedras preciosas, composta de oito flores, visíveis cinco, a metade com forma de cruz que se alternam com outros tantos com forma de flores de lis e interpolados de pérolas. Das flores com forma de cruz saem quatro diademas cheias de pérolas.
A bandeira de Alderney aparece, com modificações, os elementos do brasão. Aparece representado o leão em pé coroado mas se substitui a cor azul pelo verde.